# Obuchowo (Morąg)
Obuchowo (deutsch Obuchshöfchen) ist ein Dorf in der Gmina Morąg in der Woiwodschaft Ermland-Masuren in Polen.
Es liegt einige Kilometer westlich der Stadt Morąg (Mohrungen).

## Geschichte
Obuchshöfchen wurde 1720 erstmals als Gut genannt. Es war eine Gründung des Stadtkämmerers Matthias Obuch, der auch Orgelbauer war. Das Erbpachtgut lag in der Stadtmark von Mohrungen im ostpreußischen Oberland und hatte 9 Hufen.
1826 oder bald danach wurde im Oberwald ein Schießplatz der Mohrunger Schützengilde eingerichtet. Dieser besteht bis heute mit einem dazugehörenden Klub.
Einwohner
- 1782 2 Häuser
- 1822 6 Einwohner[4]
- 1849 15 Einwohner in zwei Häusern[5]
- 1858 21 Einwohner in drei Häusern
- 1937/39 46 Einwohner